# Isoneuromyia magna
Isoneuromyia magna är en tvåvingeart som först beskrevs av Walker 1848.  Isoneuromyia magna ingår i släktet Isoneuromyia och familjen platthornsmyggor. Inga underarter finns listade i Catalogue of Life.